# سليمان الدلويني
سليمان الدلويني (بالألبانية: Sulejman bej Delvina‏) (و. 1884 – 1933 م) هو سياسي، ودبلوماسي ألباني، توفي في فلوره، عن عمر يناهز 49 عاماً.